# Bastilla axiniphora
Bastilla axiniphora là một loài bướm đêm thuộc họ Erebidae. Nó được tìm thấy ở châu Á, bao gồm Singapore.